# Asger Jorn (dokumentarfilm)
Asger Jorn er en dansk portrætfilm fra 1977 instrueret af Per Kirkeby efter eget manuskript.

## Handling
Maleren Per Kirkebys film vil sammenfatte Asger Jorns liv og kunstneriske indsats i én biografisk helhed. Filmen samler sig om nogle få afsnit i Jorns liv og tager udgangspunkt i de øde, forblæste landskaber i Vestjylland, hvor han blev født. Herfra bevæger den sig til fyrrerne og halvtredserne, hvor bl.a. udsmykningen til Silkeborg Bibliotek skildres. I spring - der knyttes sammen af filmens talte kommentar, der er Jorns egne tekster - føres filmen til Jorns hus i Albisola i Italien, til araberkvarteret i Paris, til det store keramiske relief, der i 1959 blev opsat på Statsgymnasiet i Århus, og til Gotland, der var en inspiration for kunstnerens interesse for den forhistoriske nordiske kunst. Filmen viser også eksempler på Jorns kunst.